# 도그 위스퍼러
도그 위스퍼러(영어: Dog Whisperer with Cesar Millan)는 2004년부터 2012년까지 방영된 미국의 리얼리티 프로그램으로, 세사르 미얀이 출연한다. 그래서 시리즈는 7가지의 시즌으로 이어지며 오리지널에서 시즌 7까지 편성되었고, 한국에서는 원스의 전신인 skyPetpark와 내셔널지오그래픽 채널, 냇지오 피플 등에서 편성된 적이 있었다. 특이하게도 이 프로그램은 《세상에 나쁜 개는 없다》나 《개는 훌륭하다》와 비슷한 소재를 다루고 있는 행동 수정 프로그램이기도 하다.

## 동일 소재 동물 프로그램
- 세상에 나쁜 개는 없다
- TV 동물농장
- 개는 훌륭하다
- 고양이를 부탁해
- 천재! 시무라 동물원
- 지옥에서 온 고양이
- 개밥 주는 남자